# Hero (film 2002)
Hero (英雄S, YīngxióngP) è un film del 2002 diretto da Zhang Yimou.
Il film, di genere wuxia, è basato sul tentativo di assassinio di Qin Shi Huang, primo imperatore della Cina, avvenuto nel 227 a.C. nella residenza di Jing Ke. Gli interpreti principali sono Jet Li, Tony Leung Chiu-Wai e Maggie Cheung.

## Trama
Nel 201 a.C., durante il Periodo dei regni combattenti, la Cina è divisa in 7 regni, violentemente in guerra l'uno con l'altro. Uno di questi, quello di Qin, è il più agguerrito e vuole ottenere il dominio su tutta la Cina. Il suo re, però, è oggetto di continui attentati, tanto da vivere ormai da tre anni in completa solitudine nel suo palazzo: nessuno può avvicinarsi a lui a più di 100 passi. Un giorno, uno sconosciuto senza nome si presenta a lui con le prove di aver ucciso tutti quelli che tramavano contro la sua persona: Cielo (Zhangkong, 長空), assassino dall'imbattibile lancia; Neve Che Vola (Feixue, 飛雪), abile spadaccina a cui il re ha sterminato la famiglia, e il suo amante Spada Spezzata (Canjian, 殘劍), eccezionale maestro dell'arte della spada e di calligrafia.
Accolto dall'esercito di Qin con grandi onori, lo straniero ottiene il privilegio di parlare con il re e, come ricompensa per aver ucciso uno dei più pericolosi assassini del regno (Cielo), gli viene permesso di sedere a 20 passi da lui. Il re desidera sapere come lo sconosciuto sia riuscito a compiere l'impresa di cui si vanta; in risposta, egli racconta di essere orfano e di essere stato addestrato all'arte della spada fin da giovanissimo, dopodiché descrive il suo primo combattimento, avvenuto davanti a dei testimoni in una casa da gioco. Come ricompensa aggiuntiva per aver ucciso anche i due assassini che tre anni prima violarono il palazzo del re e cercarono di ucciderlo, a Senza Nome (Wuming, 無名) viene permesso di sedere a 10 passi dal re.
Il giovane racconta dunque di come abbia raggiunto i due assassini in una remota scuola di calligrafia, fingendo di richiedere a Spada Spezzata la calligrafia della parola spada, e di come sia riuscito a spezzare il legame tra Neve Che Vola e Spada Spezzata, sfruttando la loro gelosia per sconfiggerli entrambi. Improvvisamente, però, qualcosa mette sull'avviso il re, che si fa sospettoso e accusa Senza Nome di averlo ingannato e di voler lui stesso attentare alla sua vita: avendo notato l'energia violenta dello sconosciuto, il re si è reso conto che egli vuole ucciderlo. Inoltre, il re aveva potuto constatare di persona, durante l'attentato di Neve Che Vola e Spada Spezzata, di come questi due fossero delle persone tutt'altro che meschine, come voleva fargli credere invece Senza Nome, e ipotizza dunque che i suoi attentatori abbiano deciso di morire per aiutarlo ad arrivare a 10 passi da lui, per poterlo finalmente uccidere.
Vistosi scoperto, ma senza scomporsi, Senza Nome rivela di essere un uomo del Regno di Zhao e che la sua famiglia era stata sterminata dall'esercito invasore di Qin. Ammette quindi i suoi intenti omicidi e svela la tecnica che ha messo a punto per uccidere il re (La Morte A 10 Passi o Shibu Yisha, 十步一殺), ma corregge il suo racconto; nessuno dei tre assassini è morto: Cielo e Neve Che Vola si sono effettivamente alleati con lui fingendo di morire davanti a testimoni e donandogli le loro armi per dargli la possibilità di attentare alla vita del re, altrimenti irraggiungibile. Durante il precedente attentato, tuttavia, Spada Spezzata si è reso conto che non avrebbe dovuto uccidere il re, perché soltanto il re avrebbe potuto unificare i sette regni combattenti della Cina e porre fine alle lunghe guerre. Per questo motivo, Spada Spezzata ha tentato di dissuadere Senza Nome dal suo intento, ma senza successo, e Senza Nome si reca comunque al palazzo.
A questo punto del racconto, il re capisce che l'unica persona ad aver compreso il suo pensiero e il suo progetto politico è proprio il suo peggior nemico, Spada Spezzata. Il re capisce anche, attraverso la calligrafia, il pensiero di Spada Spezzata: il vero guerriero è colui che non ha più bisogno della spada, perché ha dentro di sé la forza e non ha bisogno di uccidere. Il re lancia a Senza Nome la propria spada; questi, pur avendo la possibilità di ucciderlo, si convince delle parole di Spada Spezzata e decide di risparmiare la vita del sovrano nel nome di un bene più grande: la pace "sotto un unico cielo". Con questa frase si traduce il complesso concetto cinese di tiānxià (天下), che indica sia il mondo civilizzato sia il mandato celeste dell'imperatore.
Disarmato e con molta calma, Senza Nome esce dal palazzo del re circondato dall'esercito in assetto da guerra (anche se nessuno osa attaccarlo, conoscendo la sua potenza), ma arrivato alle porte del palazzo si ferma, si volta, e attende. Il re, spronato dai consiglieri e comprendendo lo stato d'animo dell'avversario, dà ordine a malincuore di ucciderlo; Senza Nome, perfettamente in grado di fermare ogni freccia scagliata contro di lui, decide di non difendersi. Nonostante abbia attentato alla vita del re, gli verrà tributato un funerale da eroe con tutti gli onori.
Furibonda per il fallimento dell'attentato, Neve Che Vola sfida in combattimento Spada Spezzata, ritenendolo colpevole di aver convinto Senza nome a graziare il re, sebbene sappia di non avere possibilità contro di lui. Egli però rinuncia a difendersi per dimostrarle il proprio amore e viene trafitto mortalmente. Disperata, Neve Che Vola si unisce a lui nella morte. Pochi anni dopo, i sette regni diverranno un unico paese governato dal re di Qin: la Cina.

## Produzione
Alla sua uscita fu il film più costoso prodotto dalla Cina, la quale non ha a disposizione i fondi dell'industria cinematografica di Hong Kong. Al contrario dei film di quest'ultima, infatti, Hero è girato in mandarino standard, e non in cantonese.
Uno dei pregi del film è la presenza delle più grandi star asiatiche, come Jet Li (Li Lianjie), che interpreta il protagonista. Per gli attori Tony Leung Chiu-Wai e Maggie Cheung, che interpretano i personaggi di Spada Spezzata e Neve Che Vola, questo è il sesto film girato insieme (il successivo è stato 2046 di Wong Kar-wai, realizzato nel 2004). Altre importanti interpretazioni sono quelle di Zhang Ziyi nel ruolo di Luna e Donnie Yen, noto anche come Yen Ji-dan, (nome cinese: 甄子丹; Zhēn zǐ dānP) nel ruolo di Cielo.
Il coreografo dei combattimenti è Tung Wei, che ha una lunga carriera alle spalle anche come attore.

### Estetica
All'interno della trama si possono individuare quattro periodi, identificati visivamente dai colori dominanti nell'ambientazione e nei vestiti dei protagonisti:
- il racconto di Senza Nome: il rosso.
- il racconto del re di Qin: il blu.
- il flashback di Senza Nome: il bianco e il marrone chiaro;
- il flashback di Spada Spezzata: il verde;

L'intreccio principale è caratterizzato principalmente da toni scuri tendenti al nero.
Grande rilevanza viene poi tributata anche al rapporto tra arte della spada e calligrafia. Le due tecniche sono complementari e rispecchiano due aspetti della stessa medaglia, il cui segreto può essere colto solo tramite una profonda e totale dedizione e numerosi anni di applicazione e di pratica. Emblematica è la scena dell'attacco da parte di Qin alla scuola di calligrafia, durante il quale il maestro e i discepoli scelgono di andare incontro alla morte trafitti dalle frecce nemiche, mentre seduti compostamente e serenamente, esercitano la nobile arte calligrafica. Tramite la calligrafia è possibile cogliere le numerose sfaccettature della realtà e il significato più profondo dell'esistenza. Le arti marziali e la calligrafia, secondo la versione proposta nel film, "nascono dall'armonia tra la forza del polso e il sentimento del cuore".

## Colonna sonora
La colonna sonora è stata composta da Tan Dun.

### Album
A partire da martedì 24 agosto 2004 è disponibile on line e in formato CD la colonna sonora Hero (original soundtrack), etichetta Sony.

#### Tracce
1. Hero: Overture
2. For the World - Theme Music
3. Warriors
4. Gone with Leaves

1. Longing
2. At Emperor's Palace
3. In the Chess Court
4. Love in Distance
5. Spirit Fight
6. Swift Sword
7. Farewell, Hero
8. Sorrow in Desert
9. Home
10. Above Water
11. Snow
12. Yearning for the Peace

## Distribuzione
Il film esce in Cina il 24 ottobre 2002, anche se a Pechino esce solo il 14 dicembre dello stesso anno. Dopo aver riscosso grande successo in tutto il mondo, negli Stati Uniti la casa distributrice Miramax stenta a farlo uscire: risulta decisiva la pressione del regista Quentin Tarantino, grazie alla quale il film esce nelle sale americane il 27 agosto 2004. In Italia il film esce l'8 ottobre 2004.

### Edizioni home video
A partire da venerdì 8 settembre 2006 è disponibile on line e in formato dvd. Distribuito da Eagle Pictures, il dvd è in lingue e audio italiano, DTS 5.1 - italiano, Dolby Digital 5.1 - cinese, Dolby Digital 5.1.

## Accoglienza

### Critica
(Lietta Tornabuoni su La Stampa il 9 ottobre 2004)
(Dario Zonta su L'Unità l'8 Ottobre 2004)

## Riconoscimenti
- 2003 - Premio Oscar
  - Nomination Miglior film straniero
- 2003 - Golden Globe
  - Nomination Miglior film straniero